# 5e division d'infanterie indienne (Royaume-Uni)
 (février 2016).
Si vous disposez d'ouvrages ou d'articles de référence ou si vous connaissez des sites web de qualité traitant du thème abordé ici, merci de compléter l'article en donnant les références utiles à sa vérifiabilité et en les liant à la section « Notes et références ».
Pour les articles homonymes, voir 5e division.
La 5e division d'infanterie indienne est une division indienne de l'Armée britannique qui combat sur différents théâtres d'opérations de la Seconde Guerre mondiale. La division s'est vu attribuer le surnom de « Boule de feu » ("Ball of Fire") elle est actuellement intégrée au 4e corps du Commandement est de l'Armée de terre indienne.

## Histoire

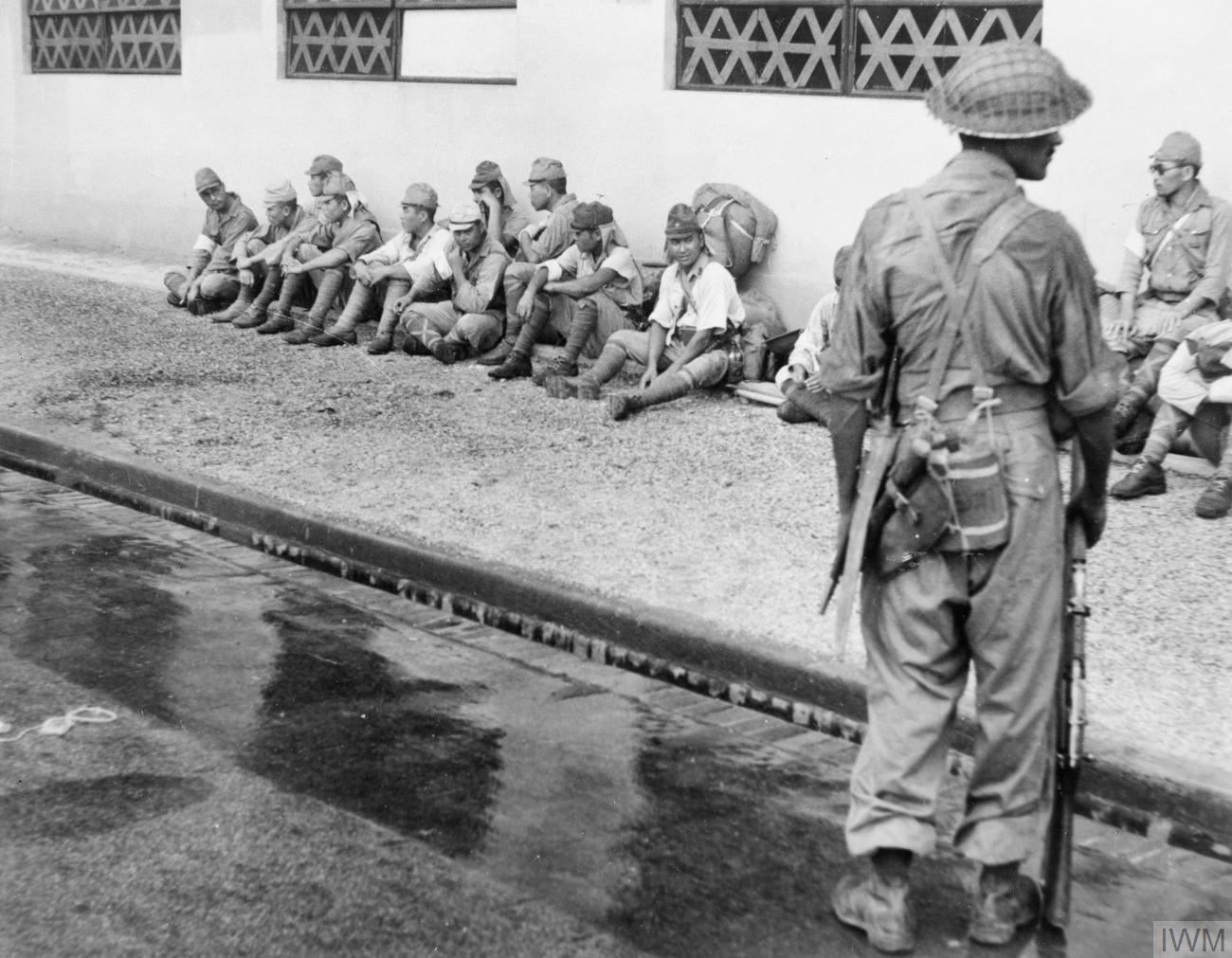
Un soldat de la 5e division garde des soldats japonais qui se sont rendus durant la libération de Singapour. Septembre 1945

La division est formée en Inde à partir du quartier général du district du Deccan et de deux brigades et transférée au Soudan en 1940. Une brigade britannique déjà présente sur place est intégrée dans ses effectifs. Elle combat durant la Campagne d'Afrique de l'Est en Érythrée et en Éthiopie en 1940 et 1941. Elle est ensuite envoyée en Égypte, à Chypre et en Irak. En 1942, la division est fortement impliquée dans la Campagne du Désert occidental et à la bataille d'El-Alamein. À partir de la fin 1943, l'unité combat les Japonais d'Inde jusqu'en Birmanie. L'unité est la première à parvenir à Singapour. Dans le sillage de la proclamation de l'indépendance de l'Indonésie, elle prend part à la bataille de Surabaya contre la toute jeune armée indonésienne en novembre 1945.

## Commandants
- 1944 - 1945 Robert Mansergh

### Ordre de bataille durant la Seconde Guerre mondiale
D'après le fascicule publié lors de l'inauguration du mémorial 1935-1945 des divisions indiennes au UK RAMC Sandhurst en juin 1982, l'ordre de bataille de la division durant la seconde guerre mondiale était :

#### Quartier général
- Skinner's Horse (Divisional Reconnaissance Regiment)
- Guides Cavalry
- ROYAL ARTILLERY
  - QG
  - 4, 28, & 144 FD Regts RA
  - 56 Anti-Tank Regts RA
  - 24 Indian Mountain Regt IA
- INDIAN ENGINEERS: SAPPERS AND MINERS
  - 2 & 74 FD Coys K.G.O Bengal
  - 20 FD Coy Royal Bombay
  - 44 FD Park Coy QVO Madras
- 5 INDIAN DIV SIGNALS
- MG BN 17th DOGRA REGIMENT

#### 9eBrigade d'infanterie indienne
- - QG
  - 2 BN The West Yorkshire Regiment
  - 3 BN 5th Mahratta Light Infantry (1940-1942)
  - 3 BN 9th JAT Regiment
  - 3 Royal BN 12th Frontier Force Regiment (1940-1942)
  - 3 BN 14th Punjab Regiment (1942-1946)

#### 10eBrigade d'infanterie indienne (1940-1942)
- - QG
  - 1 BN The Essex Regiment
  - 2 BN The Highland Light Infantry
  - 4 BN 10th Baluch Regiment
  - 3 BN 18th Royal Garwhal Rifles
  - 2 BN 4th Prince of Wales's Own Gurkha Rifles

#### 29eBrigade d'infanterie indienne (1940-1942)
- - QG
  - 1 BN The Worcestershire Regiment
  - 3 BN 2nd Punjab Regiment
  - 1 BN 5th Mahratta Light Infantry
  - 6 Royal Bn 13th Frontier Force Rifles

#### 123eBrigade d'infanterie indienne (1942-1946)
- - QG
  - 2 BN The Suffolk Regiment
  - 2 BN 1st Punjab Regiment
  - 3 BN 2nd Punjab Regiment
  - 1 Bn 17th Dogra Regiment
  - 3 BN 9th Gurkha Rifles

#### 161eBrigade d'infanterie indienne (1942-1946)
- - QG
  - 4 BN The Royal West Kent Regiment
  - 1 BN 1st Punjab Regiment
  - 4 BN 7th Rajput Regiment
  - 3 BN 4th PWO Gurkha Rifles

#### Unités de soutien
- ROYAL INDIAN ARMY SERVICE CORPS
  - 15, 17 & 29 M.T. Coys
  - 20, 60, 74 &82 Animal Transport Coys (Mule)
  - 238, 239 & 240 GP Transport Coys
  - Composite Issue Units
- MEDICAL SERVICES
  - I.M.S-R.A.M.C-I.M.D-I.H.C-I.A.M.C
  - 10, 21, 45 & 75 Indian Field Ambulances
  - 5 INDIAN DIV PROVOST UNIT
- INDIAN ARMY ORDNANCE CORPS
  - 5 Indian Div Sub Park
- INDIAN ELECTRICAL & MECHANICAL ENGINEERS
  - 112, 113 & 123 Infantry Workshop Coys
  - 5 Indian Div Recovery Coy